# Chemin de Bitet
Le chemin de Bitet (en occitan : camin de Bitet) est une voie de Toulouse, chef-lieu de la région Occitanie, dans le Midi de la France.

## Situation et accès

### Description
Le chemin de Bitet est une voie publique. Il traverse le quartier du La Terrasse. Il correspond à une partie de l'ancien chemin vicinal no 7, qui allait du pont au hameau de Montaudran (actuels avenue Jean-Rieux, chemin de Bitet et chemin de l'Église-de-Montaudran.
La chaussée compte une seule voie de circulation automobile dans chaque sens. Elle appartient à une zone 30 et la circulation y est limitée à 30 km/h.

### Voies rencontrées
Le chemin de Bitet rencontre les voies suivantes, dans l'ordre des numéros croissants (« g » indique que la rue se situe à gauche, « d » à droite) :
1. Route de Revel
2. Rue de Sarabelle (g)
3. Rue de Sarabelle (g)
4. Cheminement du Clair-Bois (g)
5. Chemin de la Terrasse (g)
6. Chemin de l'Église-de-Montaudran (d)
7. Chemin de l'Église-de-Montaudran

## Odonymie
Le chemin de Bitet tient son nom d'un domaine agricole qu'il desservait. Ce n'est que depuis 1934 qu'il porte officiellement ce nom, apparu au XIXe siècle. À la même époque, on lui donnait aussi le nom de chemin du Calvaire. Enfin, à la fin du XVIIe siècle au moins, il était désigné comme le chemin de la Croix-de-Procession.

## Patrimoine et lieux d'intérêt

### Groupe scolaire Henri-Guillaumet
Le groupe scolaire Henri-Guillaumet regroupe une école maternelle et une école élémentaire. Il est établi sur une vaste parcelle limitée par le chemin de Bitet, le chemin de l'Église-de-Montaudran et la route de Revel.
- no  14 : école maternelle Henri-Guillaumet. 
L'école maternelle occupe un terrain de 4 500 m2 environ. Elle se compose de plusieurs corps de bâtiment en rez-de-chaussée, sont disposés en arc de cercle, autour de la cour de récréation. Ils sont surmontés d'un toit à un pan.
- no  30 : école élémentaire Henri-Guillaumet.

### Maison d'enfants Ramel
La maison d'enfants Ramel est une maison d'enfants à caractère social (MECS), gérée par le centre communal d'action sociale (CCAS) de Toulouse et financé par le conseil départemental de la Haute-Garonne. Elle accueille cinquante enfants et adolescents assujettis à une mesure de l'aide sociale à l'enfance (ASE) ou placés par la protection judiciaire de la jeunesse (PJJ).
Elle a pris en 1904 la place de la maison de charité de Montaudran, créée en 1869 par M. Ramel.